# Montes Caillet Bois
Montes Caillet Bois är ett berg i Antarktis. Det ligger i Västantarktis. Argentina, Chile och Storbritannien gör anspråk på området. Toppen på Montes Caillet Bois är 541 meter över havet, eller 351 meter över den omgivande terrängen. Bredden vid basen är 8,0 km.
Terrängen runt Montes Caillet Bois är huvudsakligen kuperad, men norrut är den platt. Havet är nära Montes Caillet Bois norrut. Trakten är obefolkad. Det finns inga samhällen i närheten.